# Чайное
Чайное — село в Чарышском районе Алтайского края. До 4 марта 2022 года входило в состав сельского поселения Маякский сельсовет.

## История
Основано в 1839 г. В 1928 году деревня Чайная состояла из 209 хозяйств, основное население — русские. В административном отношении являлось центром Чайновского сельсовета Бащелакского района Бийского округа Сибирского края.

## Население
| 1926 | 1997 | 1998 | 1999 | 2000 | 2001 |
| ---- | ---- | ---- | ---- | ---- | ---- |
| 1037 | ↘219 | ↘210 | ↘201 | ↘182 | ↘181 |
| 2002 | 2003 | 2004 | 2005 | 2006 | 2007 |
| ↘169 | ↗172 | ↘161 | ↘140 | ↘127 | ↗128 |
| 2008 | 2009 | 2010 | 2011 | 2012 | 2013 |
| ↘126 | ↘125 | ↗128 | ↘127 | ↘126 | ↗130 |

Национальный состав
Согласно результатам переписи 2002 года, в национальной структуре населения русские составляли 97 %.